# Риста Скакалевич
Риста Скакалевич (на сръбски: Риста Скакаљевић) е сръбски учител, деец на Сръбската пропаганда в Македония, политик, депутат.

## Биография
Роден е в 1875 година в Призрен, Османската империя. Завършва начално училище и трикласна семинария в Призрен в 1879 година. След това в 1894/1895 година учи във Втора белградска гимназия, а в 1895 - 1899 година в Историко-филологическия факултет на Великата школа със сръбска държавна стипендия. Преподава в Битолската сръбска гимназия от 1899 до 1905 година. В 1905 година полага учителски изпит и от 1905 до 1912 година преподава в Призренската семинария.
Депутат е от Призрен в Първата скупщина на сърбите в Османското царство. Назначен е за председател на епархийското управление на Рашко-Призренската епархия в Прищина, отговарящ за общинските и политическите въпроси. По време и след Балканските войни е председател на община Призрен. Участва във войните като чиновник. Член е на Управителния и Надзорния съвет на Призренската банка (1920 - 1922). За първи път е избран за народен представител през 1923/1924 година от Радикалната партия. Сътрудничи на „Босанска вила“ (1911) и на „Нов живот“ (1924).
Умира на 21 октомври 1960 година в Белград.